# 이세계 소환은 두 번째입니다

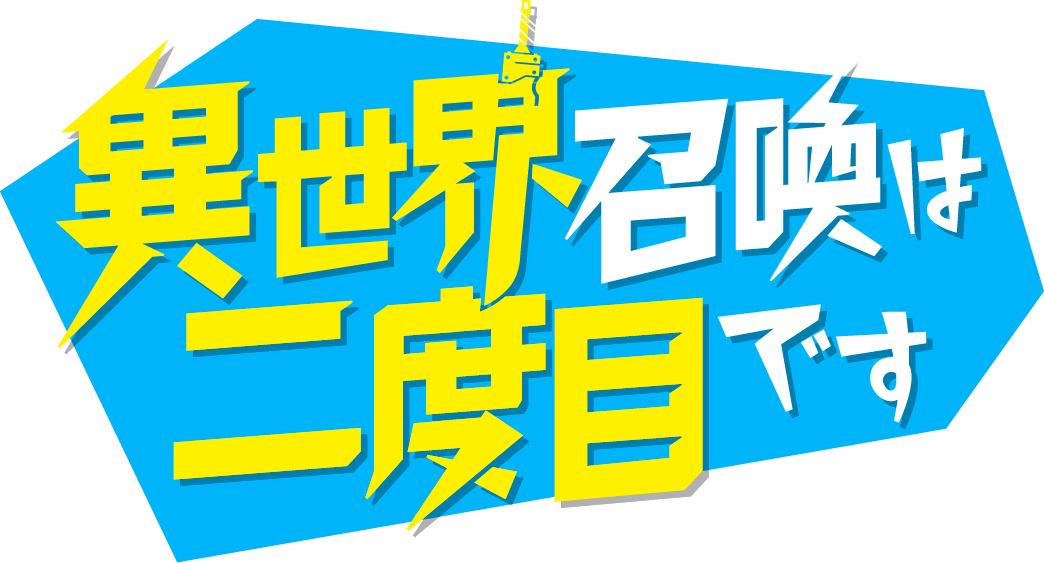

이세계 소환은 두 번째입니다(異世界召喚は二度目です)는 키시모토 카즈하가 원작한 일본의 라이트 노벨 소설 작품이다. 2015년 3월 15일부터 2016년 12월 29일까지 「소설가가 되자」에서 연재되었고, 서적판은 몬스터 문고(후타바샤)에서 2015년 10월 30일부터 2017년 7월 29일까지 간행되었다. 일러스트는 시마하라.